# علامة بلومبيرغ
علامة بلومبيرغ أو علامة بلومبرج (بالإنجليزية: Blumberg sign)‏، ويشار لها أيضًا باسم الإيلام الارتدادي (بالإنجليزية: rebound tenderness)‏، هي علامة سريرية يتم اكتشافها أثناء قيام طبيب أو مقدم رعاية صحبة بإجراء الفحص البدني لبطن المريض، وهذه العلامة تدل على وجود التهاب الصفاق. وتشير إلى الألم الذي يشعر به المريض عند إزالة الضغط باليد على البطن، بينما يشار إلى الألم الذي يشعر به المريض عند الضغط على البطن بإيلام البطن.

## الطريقة
يتم ضغط جدار البطن ببطء ثم يتم إزالة الضغط بسرعة، ويشار إلى وجود علامة إيجابية من وجود الألم عند إزالة الضغط على جدار البطن، وهي تشبه إلى حد كبير الإيلام الارتدادي، ويمكن أن يعتبرهما بعض المؤلفين نفس الشيء، أو على الأقل تطبيق معين لها.

## الأهمية الإكلينيكية
تمثل هذه الطريقة إثارة الطبقة الجدارية للصفاق عن طريق التمدد أو الحركة.
وتشير علامة بلومبرج الإيجابية أو الإيلام الارتدادي إلى التهاب الصفاق، الذي يمكن أن يحدث في أمراض، مثل التهاب الزائدة الدودية، وقد يحدث في التهاب القولون التقرحي مع حدوث إيلام ارتدادي في الربع السفلي الأيمن من البطن. وهذه الطريقة مفيدة بشكل خاص في تشخيص التهاب الزائدة الدودية الذي يتطلب إدارة عاجلة.
ومع ذلك، تم التشكيك في قيمة الإيلام الارتدادي في السنوات الأخيرة؛ لأنه قد لا يضيف أي قيمة تشخيصية تتجاوز الملاحظة التي تشير إلى أن المريض يعاني من ألم شديد، ولكن تم دعم استخدام العلامة من قِبَل آخرين.

## أصل الكلمة
قد وُصِفت العلامة وسميت بهذا الاسم من قِبَل الجراح الألماني يعقوب موريتز بلومبرج (1873-1955).